# 弗洛里茨多夫
弗洛里茨多夫（德語：Floridsdorf）是奧地利首都維也納的23個行政區之一，位於維也納東北部。弗洛里茨多夫面積44.46平方公里，2014年有人口148947人。

## 外部連結
- Districtcommunity Floridsdorf (German) （页面存档备份，存于）
- Official Website (German)
- District Museum of Floridsdorf (German)
- Official Website of SCN (Shopping Center Nord) (German) （页面存档备份，存于）

48°17′00″N 16°24′44″E / 48.28333°N 16.41222°E